# Marvin Kaplan

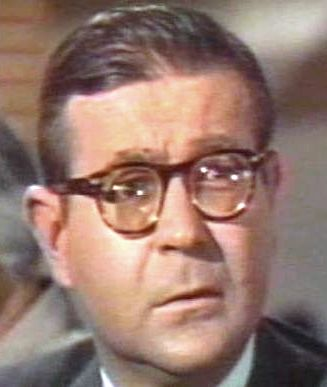
Marvin Kaplan in 1963

Marvin Kaplan (New York, 24 januari 1927 - Burbank (Los Angeles County, Californië), 25 augustus 2016) was een Amerikaans acteur, filmproducent en scenarioschrijver.

## Biografie
Kaplan werd geboren in de borough Brooklyn van New York
Kaplan begon in 1949 met acteren in de film Adam's Rib, hierna heeft hij nog meer dan negentig rollen gespeeld in films en televisieseries.
Kaplan was van 1973 tot en met 1976 getrouwd.

## Filmografie

### Films
Selectie:
- 1990 Wild at Heart – als oom Pooch
- 1976 Freaky Friday – als tapijtreiniger
- 1965 The Great Race – als Frisbee
- 1963 It's a Mad, Mad, Mad, Mad World – als Irwin
- 1963 The Nutty Professor – als Engelse student
- 1950 Francis – als eerste luitenant medisch korps
- 1950 Key to the City – als Francis
- 1949 Adam's Rib – als stenograaf

### Televisieseries
Selectie:
- 2008-2013 The Garfield Show - als diverse stemmen - 5 afl.
- 1998-2004 Becker – als mr. Gordon – 4 afl.
- 1992 On the Air – als Dwight Mcgonigle – 7 afl.
- 1978-1985 Alice - als Henry - 82 afl.
- 1971 The Chicago Teddy Bears – als Marvin – 4 afl.
- 1969 The Mod Squad – als Sol Albert – 2 afl.
- 1961-1962 Top Cat – als Choo Choo – 29 afl.
- 1958 Make Room for Daddy – als Oscar Schultz – 2 afl.
- 1952-1955 Meet Millie – als Alfred Prinzmetal – 78 afl.

### Filmproducent
- 2016 Lookin' Up - film
- 2010 Watch Out for Slick – film

### Scenarioschrijver
- 2016 Lookin' Up - film
- 2010 Watch Out for Slick – film
- 1972 Maude – televisieserie – 1 afl.
- 1969 The Bill Cosby Show – televisieserie – 1 afl.
- 1965 The Addams Family – televisieserie – 1 afl.

- Gemeinsame Normdatei: 1277471843
- International Standard Name Identifier: 0000 0000 4601 7597
- Library of Congress Control Number: no98021771
- Virtual International Authority File: 29144527
- WorldCat: E39PBJgH7M3dqptcfkBpWd4KBP